# 돌아와요 순애씨
《돌아와요 순애씨》는 2006년 7월 12일부터 2006년 8월 31일까지 방영된 SBS 드라마 스페셜로, 40대 왈가닥 주부 순애가 항공사의 기장인 남편 일석과 불륜관계인 20대 미녀 스튜어디스 초은과 영혼이 뒤바뀌면서 벌어지는 에피소드를 그렸다.

## 등장 인물

### 주요 인물
- 심혜진 : 허순애(40세) 역

전형적인 아줌마스타일에 터프한 성격을 지닌 대한민국 아줌마다. 남편과 바람핀 초은과 몸싸움하던 중 서로의 영혼이 바뀐다.
- 박진희 : 한초은(28세) 역

얌전하고 여성스러움이 물씬 풍기며 꼼꼼하고 빈틈이 없는 당찬 여자다.
- 윤다훈 : 윤일석(42세) 역

가부장적이고, 자기중심적이고, 아내를 무시한다. 경제적 주도권을 쥐고 살았던 아버지를 닮아 월급봉투를 아내에게 줘본 적 없다.
- 이재황 : 장현우(32세) 역

골프 사업을 하는 어머니로부터 가업을 이어받아 일본에서 골프장을 경영하고 있다. 능력, 외모, 학벌, 집안 모든 것이 완벽한 퍼펙트맨이다.

### 주변 인물
- 박미선 : 박정숙(40세) 역 - 허순애의 둘도 없는 친구, 전국아줌마연합회 영등포지구 지부장
- 정재순 : 여명자 역 - 순애의 시어머니
- 안문숙 : 조대숙(40세) 역 - 순애와 정숙의 친구
- 권해효 : 한현종 역 - 초은의 삼촌
- 장지우 : 한재웅 역 - 초은의 동생
- 신동우 : 윤찬 역 - 순애와 일석의 아들
- 김형범 : 서준호 역 - 초은의 승무원 동료, 초은을 짝사랑함
- 이선진 : 강은경 역 - 초은의 승무원 동료
- 황지현 : 이소영 역 - 초은의 승무원 동료

### 그 외 인물
- 김광규 : 여객기 추행남 역
- 성동일 : 여객기 승객 역
- 김지선 : 여고 동창 역
- 박시연 : 스튜디어스 역
- 이윤회
- 김시운

## 시청률
최저 시청률과 최고 시청률은 시청률 조사회사와 지역별로 시청률에 차이가 있을 수 있습니다.
| 2006년      | 2006년      | 2006년         | 2006년         | 2006년       |
| 회차        | 방송일      | TNmS 시청률    | AGB 시청률     | AGB 시청률   |
| 회차        | 방송일      | 대한민국(전국) | 대한민국(전국) | 서울(수도권) |
| ----------- | ----------- | -------------- | -------------- | ------------ |
| 제1회       | 7월 12일    | 15.2%          | 15.3%          | 17.2%        |
| 제2회       | 7월 13일    | 18.1%          | 18.3%          | 20.4%        |
| 제3회       | 7월 19일    | 19.6%          | 19.4%          | 20.6%        |
| 제4회       | 7월 20일    | 21.6%          | 21.3%          | 23.6%        |
| 제5회       | 7월 26일    | 22.0%          | 21.3%          | 23.8%        |
| 제6회       | 7월 27일    | 22.4%          | 24.6%          | 26.8%        |
| 제7회       | 8월 2일     | 21.4%          | 20.3%          | 22.1%        |
| 제8회       | 8월 3일     | 23.6%          | 21.0%          | 23.3%        |
| 제9회       | 8월 9일     | 22.5%          | 22.3%          | 23.9%        |
| 제10회      | 8월 10일    | 21.9%          | 21.7%          | 23.6%        |
| 제11회      | 8월 16일    | 22.5%          | 21.2%          | 24.0%        |
| 제12회      | 8월 17일    | 22.7%          | 23.1%          | 26.0%        |
| 제13회      | 8월 23일    | 21.7%          | 21.3%          | 24.0%        |
| 제14회      | 8월 24일    | 23.4%          | 22.9%          | 24.8%        |
| 제15회      | 8월 30일    | 22.8%          | 20.8%          | 21.9%        |
| 제16회      | 8월 31일    | 27.9%          | 25.8%          | 28.2%        |
| 평균 시청률 | 평균 시청률 | 21.8%          | 21.3%          | 23.4%        |

## 수상
- 2006년 SBS 연기대상 10대 스타상, 미니시리즈 부문 연기상 심혜진
- 2006년 SBS 연기대상 10대 스타상, 네티즌 최고 인기상 박진희

## 참고 사항
- 심혜진 자리에는 당초 황신혜가 낙점됐으나 부친상과 본인의 이혼 등을 겪은 뒤라 복귀를 신중히 하고 싶다는 뜻을 밝히며 캐스팅 제의를 거절했다.[3]

## 같이 보기
- 울랄라 부부